# Аятолла Бахджат
Мухаммад Таки Бахджат Фумани (1913/15-17 мая 2009) — иранский кумский великий аятолла и знаменитый ариф (см.: ирфан), ученик прославленного учителя ирфана современности сейида Али Кади Табатабаи.

## Жизненный путь

### Происхождение и детство
Великий аятолла Мухаммад Таки Бахджат Фумани родился и вырос в религиозной семье в Фумане (провинция Гилан на севере Ирана). В возрасте 2 лет лишился матери.
Отец будущего аятоллы, Махмуд Бахджат, занимался тем, что он декламировал марсийя — траурные шиитские песнопения в память об имаме Хусейне. Он часто брал маленького Мухаммада Таки на собрания Ашуры, что пробудило в сердце мальчика глубокую и всепоглощающую любовь к Хусейну.

### Обучение в хаузе ан-Наджафа
Уже в детстве в Мухаммаде Таки Бахджате пробивались ростки будущей гениальности и проявилась страсть к познанию. После окончания начальной школы он углубился в изучение исламской религии, а в возрасте 14 лет отправился в Кербелу. Четыре года спустя он стал студентом знаменитой хаузы ан-Наджафа, где его учителями стали знаменитые на весь шиитский мир богословы и правоведы. Так, он изучал методологию исламского права (усул аль-фикх) у великих аятолл Абу-л-Хасана Исфахани, Мирзы Наини и шейха Мухаммада Гарави Исфахани (Компани), а фикх — у аятоллы Мирзы Мухаммада Таки Ширази. Мухаммад Таки Бахджат также штудировал философские тексты Ибн Сины и Муллы Садра под руководством аятоллы сейида Хасана Бадкубеи.
К тому времени, когда будущий аятолла Бахджат завершил обучение на средней и высшей ступени хаузы, в нём уже заметно проявилась особая склонность к духовности и ирфану. В данной сфере его учителями стали аятоллы Мухаммад Хасан Исфахани, сейид Абд аль-Гаффар и аятолла сейид Али Кади Табатабаи, преподававший ему ирфан и шиитскую этику (ахлак).

### Переезд в Кум
Проучившись в хаузе ан-Наджафа 15 лет, Мухаммад Таки Бахджат переехал в Кум, где вместе с аятоллами Хомейни и Голпайгани продолжил своё обучение у великого аятоллы Боруджерди.

### Уход из жизни
Аятолла Бахджат отправился в иной мир в Куме 17 мая 2009 г. Он похоронен в мавзолее Фатимы аль-Маасумы.

## Характер и личные качества
Современники аятоллы Бахджата отмечали, что он обладал рядом качеств, характерных для приверженцев исламского мистического пути (тасаввуф) обеспечивших ему уважение и почтение в кругах религиозных шиитов: он проводил много времени в уединении, погружённый в размышления; был предельно аскетичен в быту и довольствовался малым; часто плакал во время совершения молитвы и читал много дополнительных (желательных, мустахабб) намазов; был настолько скромен, что отказался издавать собственное «Толкование положений Шариата» — труд, служащий руководством для мукаллидов любого марджа ат-таклид.
Аятолла Бахджат был строго привержен традиционным шиитским практикам, следование которым в кругах мусульман-шиитов считается непременным атрибутом набожности. Так, каждый день рано утром он приходил в мавзолей Фатимы аль-Маасумы, чтобы воздать ей дань уважения и прочитать текст её зиярата. С великим смирением он также читал зиярат Ашура, стоя перед её гробницей.
Аятолла Бахджат также получил широкую известность благодаря своим уникальным экстрасенсорным способностям: ему достаточно было поговорить с человеком, чтобы рассказать ему самому про его проблемы и тайны, а также снабдить его соответствующим его положению религиозным наставлением. Это привлекло в дом аятоллы Бахджата множество гостей и паломников. Как отличал аятолла Мисбах Язди, аятолла Бахджат обладал даром предвидения, в том числе и политического. После победы Исламской революции аятолла Хомейни был одним из первых, кто посетил аятоллу Бахджата в Куме. Тот же шаг предпринял аятолла Али Хаменеи, как только он занял пост Рахбара.

## Статус в шиитских богословских кругах
Аятолла Бахджат пользовался непререкаемым авторитетом в шиитских богословских кругах и входил в число марджа ат-таклид — законоведов высшего ранга, чьи фетвы являются образцом для подражания и следования. Аятолла Бахджат также был инициатором открытия большой библиотеки в городе Кум и крупной мечети в Гамбурге. В Куме и ан-Наджафе аятолла Бахджат стал известен как великий ариф. Его уроки пользовались огромной популярностью среди студентов хаузы. Аятолла Мисбах Язди отмечал, что во многом этому способствовали моральные качества аятоллы Бахджата.
О высоком богословском статусе аятоллы Бахджата говорят многие современные шиитские факихи и теологи.
Так, аятолла аль-Мешкини отметил:
Шейх, чей жизненный путь является сегодня предметом нашей беседы [аятолла Бахджат], занимает особое положение среди современных шиитов, обладая почётным научным статусом (в области таких наук, как фикх и усул аль-фикх).
Худжат аль-ислам Амджад отметил:
Научный статус Учителя очень высок. Он – выдающийся законовед, и я думаю, что муджтахиды должны сидеть у него на уроках, чтобы узнать много нового и интересного из области исламских наук. В действительности,  исследователям, достигшим уровне харидж, стоило бы поучиться у такого праведного человека, как аятолла Бахджат, а не у тех, кто занимается исключительно изданием правовых вердиктов (фетв).

### Научные труды
Перу аятоллы Бахджата принадлежит множество трудов в области различных исламских наук — в частности, по фикху (исламской юриспруденции) и усул аль-фикх (основам и источникам исламского права), но многие из них до сих пор не опубликованы. Наиболее значимыми из книг аятоллы Бахджата являются следующие его труды:
1. Комментарий к книге «Ал-Кифайя»
2. Комментарий к труду шейха ат-Туси «Ан-Нихайя»;
3. Диссертация, посвящённая «Ас-Сахифа ас-Саджадийя» — сборнику молитв, принадлежащих четвёртому имаму шиитов Али ибн аль-Хусейну Зейн аль-Абидину;
4. «Мустамсак ат-тахзиб»;
5. «Мустамсак Риджал аль-Каши»;
6. «Таджрид Риджал ан-Наджаши»;
7. Диссертация, посвящённая ответам на вопросы мукаллидов (на арабском и персидском языках);
8. Труд об обрядах хаджа;
9. «Василат ан-наджат» («Средства спасения») — юрилический комментарий к книге по фикху Абу-ль-Хасана аль-Исфахани;
10. «Джами аль-масаил» — разъяснение положений шариата. Этот труд включает в себя комментарий к книге «Захират аль-ибад» покойного аятоллы аль-Гарави аль-Исфахани, известного также как аятолла аль-Кампани. Эта книга была издана всего в нескольких экземплярах на очень плохой бумаге, а впоследствии распространена среди близких друзей и учеников аятоллы Бахджата. Планируется издание данной книги в пяти томах.
11. Книга намаза в нескольких томах;
12. Труд по науке ильм аль-усул, изложенный в соответствии с порядком, обозначенным в книге «Кифайят аль-усул».
13. Комментарий к книге шейха Муртазы аль-Ансари «Манасик», содержащей в себе описание ритуалов хаджа.
14. «Сафинат аль-бихар» — в соавторстве с шейхом Аббасом аль-Кумми.

### Метод преподавания исламских дисциплин
По словам аятоллы Мисбаха Язди, обычно аятолла Бахджат начинал курс обучения с преподавания трудов шейха Муртазы аль-Ансари, а затем переходил к изложению взглядов других факихов, особенно автора труда «Аль-Джавахир» и покойного хадж Ризы аль-Хамадани, впоследствии излагая и свою точку зрения по поводу рассматриваемых тем.
Аятолла аль-Масуди, посещавший уроки аятоллы Бахджата в течение многих лет, отмечал, что метод преподавания исламских дисциплин у него был авторским и оригинальным. По его словам, обычно шиитские учёные на своих уроках уровня харидж излагают разные точки зрения по поводу какой-либо проблемы, а затем приводят собственные доводы в пользу одной из них, опровергая противоположные. Однако аятолла Бахджат не использовал данный метод. Он поощрял самостоятельное исследование: студенты сами должны были изучить все имеющиеся точки зрения, после чего аятолла Бахджат объяснял им, из каких источников и каким образом выведена та или иная фетва. За этим следовала научная дискуссия. Кроме того, первые 10 минут аятолла Бахджат всегда уделял тому, чтобы дать наставления и сделать замечания своим студентам, приведя хадисы и примеры из истории ислама.

## Мистическое учение и наставления аятоллы Бахджата
Аятолла Бахджат считал отказ от материального комфорта залогом духовного роста и силы. По его мнению, пока другие люди становятся рабами мира в погоне за материальным, приближенные к Аллаху (авлийа) достигают особых высот, озарённых милостью Всевышнего.
В мистическом учении аятоллы Бахджата можно выделить следующие составляющие:

### Противостояние страсти к совершению добрых дел напоказ (рийа)
Это один из традиционных аспектов мистического учения в исламе. Аятолла Бахджат подчёркивал, что данный концепт касается строго актов поклонения (намаз, ас-саум — пост в месяц Рамадан, хадж и т. п.). По выражению аятоллы, люди, стремящиеся к показному благочестию, дабы быть эффектными в глазах других людей вместо того, чтобы своей набожностью произвести впечатление на Аллаха, подобны ослам. Воспитание души (тахзиб ан-нафс) аятолла Бахджат считал одной из самых важных задач исламского ирфана.

### Наслаждение актами поклонения и самодисциплина в намазе
Согласно наставлениям аятоллы Бахджата, молящийся должен контролировать своё состояние и не позволять мыслям отвлекаться ни на что, кроме Аллаха, создав барьер между собой и внешним миром. Предпосылкой для этого аятолла Бахджат считал отказ от совершения любых действий, которые расцениваются в исламе как греховные, правильное халяльное питание, охрана зрения и слуха от запретного (харам) и т. д. Он также призывал контролировать речь, практикуя продолжительное молчание, и проводить 23 часа в сутки в размышлениях, а один час за разговором.

### Искренность намерения и гармония между знанием и действием
В своих наставлениях по этике аятолла Бахджат постоянно давал наказ работать над собой, отказываясь от роскоши, чтобы освободиться от оков материального, овладевшего душой. По его мнению, чтобы преуспеть в великом джихаде (обуздании собственного нафса), необходима как нравственность (ахляк), так и знание (ильм). Поэтому аятолла Бахджат призывал студентов хаузы всеми силами стремиться к приобретению фундаментальных знаний в области исламских наук. Знание без самоочищения — это, по его мнению, самое разрушительное из того, что существует в мире. А самое главное — знание всегда должно конвертироваться в действие. По этому поводу аятолла Бахджат рекомендовал своим ученикам обращаться к «Главе о джихаде против нафса» в сборнике «Васаил аш-шиа» шейха Хурра Амили. Аятолла советовал своим ученикам и последователям всегда задавать себе вопрос, согласуются ли их слова и действия с шариатом. Он также рекомендовал призывать к исламу делом, а не только на словах. Вместе с тем, аятолла Бахджат призывал мусульман не считать свои собственные добрые дела значительными, больше ценя и хваля чужие добродеяния.

### Упование на Аллаха
Аятолла Бахджат настаивал, что мусульмане должны истово верить в то, что решение их проблем целиком и полностью в руках Аллаха. Он верил в абсолютную силу дуа.

### Ожидание имама аль-Махди
Аятолла Бахджат давал студентам хаузы наказ заботиться о том, как бы получить одобрение со стороны Вали аль-Аср. Он также отмечал, что студенты хаузы тщательно должны следить за своими словами, делами и поведением, чтобы вышедший из большого сокрытия Имам аль-Махди мог быть доволен ими.

### Осторожность в пересказе хадисов
Принципиальная позиция аятоллы Бахджата заключалась в том, что исламские проповедники, публицисты лекторы и преподаватели должны тщательно проверять цитируемые ими хадисы на предмет достоверности в соответствиями со всеми критериями науки хадисоведения (ильм аль-хадис).

### Бодрствование ночью и на рассвете
Аятолла Бахджат советовал бодрствовать и заниматься поклонением с рассвета (сахр) и до восхода солнца, а ночью вставать на намаз-тахаджуд (салят аль-лейл). Он считал эти деяния тем, посредством которых пророк Мухаммад обрёл совершенный гнозис (маарифат) и путь к познанию Аллаха. Также аятолла Бахджат считал важным читать дуа Кумейл вечером каждый четверг и бодрствовать в лейлат аль-кадр, в соответствие с рекомендацией имамов Ахл аль-Бейт.

### Нахождение в состоянии непрестанногозикра
Аятолла Бахджат часто советовал своим ученикам вырабатывать у себя привычку под названием даим аз-зикр, что означает нахождение в состоянии постоянного поминания Аллаха. Тем, кто страдает от васваса (навязчивых сомнений), он рекомендовал повторять зикр «ля иляха илля-л-Лах» («нет божества, кроме Аллаха»). Ещё один из великих шиитских богословов современности, аятолла Хасан Хасанзаде Амули, отметил, что данный зикр можно охарактеризовать как зикр аль-хафий (тайный), ибо его можно произносить даже без движений губ, в отличие от зикров «Субхан Аллах» («Пресвят Аллах!») и «Аль-хамду ли-л-Лях» («Хвала Аллаху!»).